# Дибова Махала
Ди́бова Махала́ (болг. Дъбова махала) — село в Монтанській області Болгарії. Входить до складу общини Брусарці.

## Населення
За даними перепису населення 2011 року у селі проживали 103 особи, з них 102 особи (99,0%) — болгари.
Розподіл населення за віком у 2011 році:
Динаміка населення: